# Bruno Müller (Politiker, 1889)
Bruno Müller (* 16. Februar 1889 in Berlin; † 14. März 1968 in Schönberg) war ein deutscher Jurist und letzter Bürgermeister der Stadt Höchst am Main.

## Leben
Nach dem Abitur an der Oberrealschule Charlottenburg absolvierte Bruno Müller ein Studium der Rechts- und Volkswirtschaft an der Friedrich-Wilhelms-Universität zu Berlin und legte am 22. Juni 1912 das erste juristische Staatsexamen (Referendarprüfung) ab. Am 26. September 1912 promovierte er an der Friedrich-Schiller-Universität Jena mit der Dissertation Das eigenhändige Testament des Bürgerlichen Gesetzbuchs zum Dr. jur. und begann nach der Großen juristischen Staatsprüfung im November 1916 als juristischer Hilfsarbeiter in der Charlottenburger Stadtverwaltung. Müller musste Kriegsdienst an der Front mit Stellungskämpfen leisten. Er wurde 1917 wegen einer schweren Ruhrerkrankung in die Heimat zurückbefördert und nach längerer Lazazarettbehandlung in den Zivildienst entlassen. 
Er hatte in den Jahren zuvor die Vertretung von Berliner Rechtsanwälten und Notaren übernommen und kam im März 1917 als Gerichtsassessor zu den Amtsgerichten Nauen und Lyck. Er wechselte in die Kommunalverwaltung und war von April 1918 bis zum Januar 1919 juristischer Mitarbeiter in der Stadtverwaltung Frankfurt/Oder.
Schließlich wurde er dort besoldeter Stadtrat bis Februar 1925, als er von Bruno Asch das Amt des Bürgermeisters von Höchst übernahm. Dieses Amt behielt er bis 1928 und war der letzte Bürgermeister von Höchst, das in dem Jahr nach Frankfurt eingemeindet wurde. Von Mai 1928 an war er als hauptamtlicher Stadtrat von Frankfurt und zugleich als Leiter der selbständigen Polizeiverwaltung in den westlichen Vororten von Frankfurt am Main tätig.
Zum 1. Mai 1933 trat er der NSDAP bei (Mitgliedsnummer 2.399.673). Vom 18. April 1933 an war er als hauptamtlicher Stadtrat zuständig für das Revisionsamt und das Rechtsamt inklusive Stiftungsabteilung, die später für Ausplünderung (Arisierung) jüdischer und sogenannter „paritätischer Stiftungen“ verantwortlich war.
Am 30. Mai 1945 wurde er durch die US-Militärregierung aus seinen Ämtern entlassen und musste eine Woche lang, vom 29. April bis zum 4. Mai 1946, unentgeltlich Schreibarbeiten zur Wiedergutmachung leisten. Vom 25. April 1949 bis zum 31. März 1957 (Ruhestand) war er als städtischer Angestellter bei der Frankfurter Stadtverwaltung tätig. Er arbeitete wiederum in der Stiftungsabteilung, die in der NS-Zeit für Plünderungen jüdischer und paritätischer Stiftungen verantwortlich gewesen war.

## Mitgliedschaften
- 1930 Volksbund für das Deutschtum im Ausland
- 1933 Nationalsozialistische Volkswohlfahrt (NSV)
- 1935 Rechtswahrerbund
- 1935 Reichsbund der deutschen Beamten
- Reichsluftschutzbund

## Öffentliche Ämter
- 1928 Aufsichtsratsmitglied der Hessen-nassauischen Gas AG
- 1932 Stellvertretender Senior des Hospitals zum Heiligen Geist
- 1938 Stellvertretender Senior des St. Katharinen- und Weißfrauenstifts
- 1944 Vorstandsmitglied der Max und Rosalie Budge´sche Stiftung
- 1948 Leiter der Frankfurter Stiftungsaufsicht
- 1957–1964 Justitiar des Deutschen Paritätischen Wohlfahrtsverbandes

## Schriften (Auswahl)
- Wohnungsbau fördern. Vorschläge für Behörden und Baulustige. Frankfurt am Main 1933.
- Die Sondershausen von Gläsernthal´sche Stiftung in Frankfurt a. M. Geschichte und Satzung. Frankfurt am Main 1934.
- 600 Jahre Höchst am Main 1355-1955. Rückblick und Ausblick. Frankfurt am Main 1955.
- Handbuch Stiftungen für Frankfurt am Main, 1958, Neuausgabe 2006 bearbeitet von Hans-Otto Schembs
- Wie kann man für gute Zwecke stiften? Ein Ratgeber für hilfsbereite Mitmenschen. Frankfurt am Main 1962.

## Ehrungen und Auszeichnungen
- 1934 Ehrenkreuz für Frontkämpfer
- 1937 Erinnerungsmedaille der Auslandsorganisation der NSDAP zum Berlin-Besuch des Duce
- 1. September 1942 Kriegsverdienstkreuz II. Klasse
- 1955 Goldene Ehrenplakette des Deutschen Paritätischen Wohlfahrtsverbandes
- 1957 Ehrenplakette der Stadt Frankfurt am Main
- 1964 Bundesverdienstkreuz I. Klasse